# Hierro dextrán
El hierro dextrán es un líquido estéril de color marrón oscuro, ligeramente viscoso de complejo de hidróxido de hierro y dextrán (un polisacárido). El hierro dextrán es un preparado de administración parenteral con 625 mg equivalente a 100 mg de hierro elemental. Su utilización clínica queda restringida a las anemias de carácter ferropénico.

## Indicaciones
El hierro dextrán está indicado para el tratamiento de la anemia por deficiencias de hierro en pacientes en los que esté contraindicado el uso de la vía oral. Para la profilaxis y tratamiento de la anemia ferropriva derivada de una dieta inadecuada, mala absorción intestinal, embarazo o pérdida de sangre.
El hierro dextrán es una forma muy extendida de administrar hierro, sobre todo en mujeres embarazadas ya que el hierro se encuentra en forma férrica. Nunca deben asociarse la forma parenteral y la forma oral, pues una de las dos resulta innecesaria.
Sólo se deben usar hierro dextrán si la forma oral fracasa: porque la pérdida de hierro excede la cantidad absorbible por vía oral, porque es urgente una repleción inmediata, porque no se tolera o no se cumple la prescripción oral o porque no hay posibilidad de absorción.

## Mecanismo de acción
El hierro dextrán forma un complejo que es disociado por el sistema reticuloendotelial, dejando libre el hierro para su ulterior utilización; una pequeña parte permanece varias semanas como complejo. Puede administrarse por vía intramuscular profunda o por infusión intravenosa.

## Farmacocinética
Después de su administración intramuscular el hierro dextrán se absorbe a través del sistema linfático. El proceso de absorción se realiza en dos fases, una de 3 días apoyada por la inflamación local y la segunda, más lenta, a través de la ingestión de partículas por los macrófagos que la envían al sistema linfático y posteriormente al torrente circulatorio. Después de la administración intramuscular de 500 mg el proceso de absorción por la celular retículos endoteliales sufre aceleración (10-20 mg/hora), estas células separan el hierro del complejo hierro-dextrán, quedando el hierro como reserva del organismo.
Seguido de la administración de una dosis única de 100 mg intramuscular o intravenosa el hierro dextrán se elimina en forma gradual de plasma por el tejido reticuloendotelial en médula ósea, hígado y bazo. Dosis de 500 mg o menores de hierro dextrán en plasma disminuyen gradualmente teniendo una vida media de 5-6 horas. Una pequeña proporción del hierro dextrán no metabolizado se elimina por orina, bilis o heces.

## Uso en embarazo y lactancia
Cuando se administra el hierro dextrán durante el embarazo pequeñas cantidades aparentemente alcanzan al feto, aunque la forma en que atraviesa la placenta aún no se ha dilucidado. También se han encontrado pequeñas trazas de hierro dextrán no metabolizado en la leche humana.
No existen a la fecha estudios controlados en humanos, por lo tanto, el uso durante el embarazo y la lactancia queda bajo responsabilidad del médico previa valoración del riesgo beneficio.

## Reacciones secundarias
En ocasiones produce reacciones anafilácticas, que pueden ser graves, o reacciones más suaves, del tipo de urticaria, fiebre, cefaleas, náuseas, vómitos y linfadenopatía regional. Por eso se recomienda administrar una dosis inicial pequeña de prueba y disponer de medidas de protección antialérgica. Es más controlable la vía intravenosa, ya que se puede interrumpir la infusión tan pronto aparezcan los primeros síntomas; hay quien desaconseja por completo la vía intramuscular.
Después de la administración intravenosa, cuando la velocidad de la venoclisis, es elevada, se provoca dolor y enrojecimiento del sitio de la venoclisis, dolor torácico, mareo, fatiga, taquicardia y bochornos.

## Toxicidad
La sobredosis de hierro dextrán produce toxicidad aguda; sin embargo, dosis excesivas y repetitivas pueden dar lugar a hemosiderosis. El exceso de hierro dextrán también puede incrementar la susceptibilidad del paciente a la infección en especial a Yersinia enterocolítica.